# 1-ша паралель південної широти
1-ша паралель південної широти — лінія широти, що лежить на 1 градус південніше земної екваторіальної площини. Вона проходить через Атлантичний океан, Африку, Індійський океан, Південно-Східну Азію, Австралазію, Тихий океан та Південну Америку.
Через паралель проходить більша частина кордону між Угандою та Танзанієюом та дуже коротка частина кордону між Кенією та Танзанією.

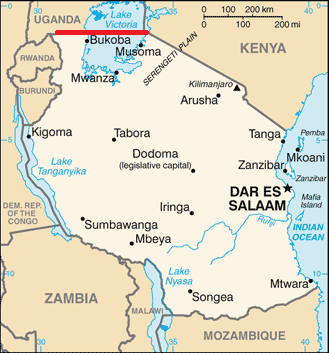
Через 1-шу паралель південної широти проходить більша частина північного кордону Танзанії з Угандою та невелика частина кордону Уганди з Кенією

## Список географічних об'єктів, що перетинає 1° пд. ш.
Починаючи з Гринвіцького меридіану та рухаючись на схід, 1-ша паралель південної широти проходить через:
| Координати                                                 | Країна, територія або море                | Примітки |
| ---------------------------------------------------------- | ----------------------------------------- | --- |
| 1°0′ пд. ш. 0°0′ сх. д. / 1.000° пд. ш. 0.000° сх. д.      | Атлантичний океан                         | |
| 1°0′ пд. ш. 8°52′ сх. д. / 1.000° пд. ш. 8.867° сх. д.     | Габон                                     | |
| 1°0′ пд. ш. 14°25′ сх. д. / 1.000° пд. ш. 14.417° сх. д.   | Республіка Конго                          | |
| 1°0′ пд. ш. 17°20′ сх. д. / 1.000° пд. ш. 17.333° сх. д.   | ДР Конго                                  | |
| 1°0′ пд. ш. 29°35′ сх. д. / 1.000° пд. ш. 29.583° сх. д.   | Уганда                                    | |
| 1°0′ пд. ш. 30°45′ сх. д. / 1.000° пд. ш. 30.750° сх. д.   | Становить кордон між Угандою та Танзанією | Переважно проходить через озеро Вікторія |
| 1°0′ пд. ш. 33°56′ сх. д. / 1.000° пд. ш. 33.933° сх. д.   | Становить кордон між Кенією та Танзанією  | Проходить через озеро Вікторія — приблизно на 11 км |
| 1°0′ пд. ш. 34°1′ сх. д. / 1.000° пд. ш. 34.017° сх. д.    | Кенія                                     | Проходить в 30 км північніше Найробі |
| 1°0′ пд. ш. 41°7′ сх. д. / 1.000° пд. ш. 41.117° сх. д.    | Сомалі                                    | |
| 1°0′ пд. ш. 42°2′ сх. д. / 1.000° пд. ш. 42.033° сх. д.    | Індійський океан                          | Проходить південніше атола Адду, Мальдіви |
| 1°0′ пд. ш. 98°39′ сх. д. / 1.000° пд. ш. 98.650° сх. д.   | Індонезія                                 | Проходить через острів Сіберут |
| 1°0′ пд. ш. 98°56′ сх. д. / 1.000° пд. ш. 98.933° сх. д.   | Ментавайська протока[en]                  | |
| 1°0′ пд. ш. 100°21′ сх. д. / 1.000° пд. ш. 100.350° сх. д. | Індонезія                                 | Проходить через острів Суматра — південніше Паданга |
| 1°0′ пд. ш. 103°59′ сх. д. / 1.000° пд. ш. 103.983° сх. д. | Протока Карімата                          | |
| 1°0′ пд. ш. 109°27′ сх. д. / 1.000° пд. ш. 109.450° сх. д. | Індонезія                                 | Проходить через острови Мая-Карімата[en] та Калімантан Західний Калімантан Центральний Калімантан Східний Калімантан — проходить південніше Нусантари                                                                                |
| 1°0′ пд. ш. 117°8′ сх. д. / 1.000° пд. ш. 117.133° сх. д.  | Макасарська протока                       | |
| 1°0′ пд. ш. 119°28′ сх. д. / 1.000° пд. ш. 119.467° сх. д. | Індонезія                                 | Проходить через острів Сулавесі |
| 1°0′ пд. ш. 120°30′ сх. д. / 1.000° пд. ш. 120.500° сх. д. | Затока Томіні                             | |
| 1°0′ пд. ш. 121°23′ сх. д. / 1.000° пд. ш. 121.383° сх. д. | Індонезія                                 | Проходить через острів Сулавесі |
| 1°0′ пд. ш. 122°47′ сх. д. / 1.000° пд. ш. 122.783° сх. д. | Море Банда                                | |
| 1°0′ пд. ш. 123°12′ сх. д. / 1.000° пд. ш. 123.200° сх. д. | Індонезія                                 | Проходить через острів Сулавесі |
| 1°0′ пд. ш. 123°22′ сх. д. / 1.000° пд. ш. 123.367° сх. д. | Молуккське море                           | |
| 1°0′ пд. ш. 128°19′ сх. д. / 1.000° пд. ш. 128.317° сх. д. | Індонезія                                 | Проходить через острів Дамар[en] |
| 1°0′ пд. ш. 128°24′ сх. д. / 1.000° пд. ш. 128.400° сх. д. | Море Хальмахера                           | |
| 1°0′ пд. ш. 130°38′ сх. д. / 1.000° пд. ш. 130.633° сх. д. | Індонезія                                 | Проходить через острови Салаваті[en] та Нова Гвінея |
| 1°0′ пд. ш. 134°3′ сх. д. / 1.000° пд. ш. 134.050° сх. д.  | Затока Чендравасіх[en]                    | |
| 1°0′ пд. ш. 134°48′ сх. д. / 1.000° пд. ш. 134.800° сх. д. | Індонезія                                 | Проходить через острів Нумфор[en] |
| 1°0′ пд. ш. 134°57′ сх. д. / 1.000° пд. ш. 134.950° сх. д. | Затока Чендравасіх[en]                    | |
| 1°0′ пд. ш. 135°48′ сх. д. / 1.000° пд. ш. 135.800° сх. д. | Індонезія                                 | Проходить через острів Біак[en] |
| 1°0′ пд. ш. 136°8′ сх. д. / 1.000° пд. ш. 136.133° сх. д.  | Тихий океан                               | Проходить північніше атолів Пеллелуху та Хейна, Папуа Нова Гвінея Проходить південніше островів Канієт[en], Папуа Нова Гвінея Проходить південніше острова Банаба, Кірибаті Проходить між атолами Ноноуті[en] та Табітеуеа, Кірибаті |
| 1°0′ пд. ш. 91°26′ зх. д. / 1.000° пд. ш. 91.433° зх. д.   | Еквадор                                   | Проходить через острів Ісабела, Галапагоські острови |
| 1°0′ пд. ш. 91°4′ зх. д. / 1.000° пд. ш. 91.067° зх. д.    | Тихий океан                               | Проходить південніше острова Сан-Кристобаль, Еквадор |
| 1°0′ пд. ш. 80°51′ зх. д. / 1.000° пд. ш. 80.850° зх. д.   | Еквадор                                   | Проходить південніше Манти |
| 1°0′ пд. ш. 75°23′ зх. д. / 1.000° пд. ш. 75.383° зх. д.   | Перу                                      | |
| 1°0′ пд. ш. 74°16′ зх. д. / 1.000° пд. ш. 74.267° зх. д.   | Колумбія                                  | |
| 1°0′ пд. ш. 69°25′ зх. д. / 1.000° пд. ш. 69.417° зх. д.   | Бразилія                                  | Амазонас Рорайма Амазонас Пара Амапа Мараньян Пара — проходить через острови Гранде-де-Гурупа та Маражо та материк |
| 1°0′ пд. ш. 46°11′ зх. д. / 1.000° пд. ш. 46.183° зх. д.   | Атлантичний океан                         | |